# Чемпионат Москвы по футболу 1933 (весна)
Чемпионат Москвы по футболу 1933 (весна) стал ХХХV -м первенством столицы. 
Чемпионат был  проведен спортивными секциями при Московском Городском Совете Профессиональных Союзов (МГСПС) и Московском Городском Совете Физической Культуры (МГСФК) как единое первенство — высшая (первая) группа разыгрывала первенство Москвы, все остальные группы - первенство МГСПС (официальное название турнира — Первенство Москвы и МГСПС).
Победителями стали «Динамо» и ЦДКА, разделившие титул чемпионов для главных (первых) команд, поскольку финальный матч между ними завершился вничью и регламент не предусматривал определения победителя в этом случае (в «клубном зачете» победу одержал клуб «Динамо»).

## Организация и проведение турнира
Первоначально предполагалось проводить весеннее первенство 1933 года аналогично прошлогоднему (1932 года). В первой группе 12 клубов, соревновавшихся пятью командами в «клубном зачете» по следующей схеме: на первом этапе были сформированы три подгруппы по четыре клуба, откуда по два клуба (всего шесть) выходили в финальную группу и соревновались за первенство; по два оставшихся в круговом турнире оспаривали места с 7-го по 12-е.
Однако после завершения первого этапа в группу сильнейших был «волевым решением» добавлен клуб ЗиФ, и в результате финальная группа увеличилась до 7 команд. Было принято решение разделить ее вновь на две подгруппы с проведением финального матча между победителями. Аналогичным образом разделили и команды «утешительной группы».
Поскольку в очередной раз был применен «клубный зачет» для определения прогресса главной (первой) команды по ходу турнира, то, строго говоря, данная схема не позволяла корректно идентифицировать первенство главных команд. Однако (как и годом, и двумя годами ранее в аналогичных ситуациях) практически все футбольные историки считают расхождения между результатами первых команд и «клубного зачета» в данном случае несущественными и признают состоявшийся турнир адекватно определившим сильнейшие главные (первые) команды .

## Ход турнира (главные команды)

### Подгруппа «А»

#### Итоговая таблица[9]
| № | Команды   | 1   | 2   | 3   | 4   | В | Н | П | М     | О | МКЗ |
| - | --------- | --- | --- | --- | --- | - | - | - | ----- | - | --- |
| 1 | ЦДКА      |     | 2:1 | 3:2 | 0:0 | 2 | 1 | 0 | 5 — 3 | 8 | I   |
| 2 | СКиГ      | 1:2 |     | 1:0 | 1:1 | 1 | 1 | 1 | 3 — 3 | 6 | IV  |
| 3 | «Казанка» | 2:3 | 0:1 |     | 4:2 | 1 | 0 | 2 | 6 — 6 | 5 | II  |
| 4 | «Гознак»  | 0:0 | 1:1 | 2:4 |     | 0 | 2 | 1 | 3 — 5 | 5 | III |

| 6 мая | СКиГ | 1:0 | «Казанка» | КОР |

| 6 мая | «Гознак» | 0:0 | ЦДКА | «Гознак» |

| 12 мая           | СКиГ | 1:1 | «Гознак» |  |
| СКиГ: Глазунов - |      |     |          |  |

| 12 мая | ЦДКА | 3:2 | «Казанка» | ЦДКА |

| 17 мая | ЦДКА | 2:1 | СКиГ | СКиГ |

| 17 мая | «Казанка» | 4:2 | «Гознак» |  |

### Подгруппа «Б»

#### Итоговая таблица
| № | Команды        | 1   | 2   | 3   | 4   | В | Н | П | М     | О | МКЗ |
| - | -------------- | --- | --- | --- | --- | - | - | - | ----- | - | --- |
| 1 | ЗиФ            |     | 2:1 | ?:? | 1:0 | 3 | 0 | 0 | 3 — 1 | 9 | III |
| 2 | «Дукат»        | 1:2 |     | 2:0 | 3:2 | 2 | 0 | 1 | 6 — 4 | 7 | I   |
| 3 | «Трехгорка»    | ?:? | 0:2 |     | 4:0 | 1 | 0 | 2 | 4 — 2 | 5 | II  |
| 4 | «Серп и Молот» | 0:1 | 2:3 | 0:4 |     | 0 | 0 | 3 | 2 — 8 | 3 | IV  |

| 6 мая | «Дукат»                                                      | 3:2     | «Серп и Молот»        | им.Томского     |
| | - 5′ - Кривоносов 16′ - Исаков 57′ - Ал.Старостин ~84'(пен.) | (отчёт) | - 51′ - 75′ Б.Апухтин | Зрителей: 3 000 |
| Дукат: ... - Ал.Старостин, Пав.Попов - ... Леута 2т - Н.Старостин, Г.Путилин, Исаков, Е.Москвин, Кривоносов · Серп и Молот: Назаретов - ... Н.Ильин 2т, Б.Апухтин ... |                                                              |         |                       |                 |

| 6 мая | ЗиФ | В:П | «Трехгорка» |  |

| 12 мая | ЗиФ | 1:0 | «Серп и Молот» |  |

| 12 мая | «Дукат» | 2:0 | «Трехгорка» | «Трехгорка» |

| 17 мая | ЗиФ | 2:1 | «Дукат» |  |

| 17 мая               | «Трехгорка» | 4:0 | «Серп и Молот» |  |
| Трехгорка: Грязнов - |             |     |                |  |

### Подгруппа «В»

#### Итоговая таблица
| № | Команды              | 1   | 2   | 3    | 4    | В | Н | П | М       | О | МКЗ |
| - | -------------------- | --- | --- | ---- | ---- | - | - | - | ------- | - | --- |
| 1 | «Динамо»             |     | 4:3 | 8:1  | 4:2  | 3 | 0 | 0 | 16 — 6  | 9 | I   |
| 2 | ЗиС                  | 3:4 |     | 1:1  | 4:1  | 1 | 1 | 1 | 8 — 6   | 6 | II  |
| 3 | «Красный Пролетарий» | 1:8 | 1:1 |      | 10:1 | 1 | 1 | 1 | 12 — 10 | 5 | IV  |
| 4 | «Геофизика»          | 2:4 | 1:4 | 1:10 |      | 0 | 0 | 3 | 4 — 18  | 3 | III |

| 6 мая                         | ЗиС | 4:1 | «Геофизика» |  |
| «Геофизика»: - ... Швецов ... |     |     |             |  |

| 6 мая | «Динамо»                                                                                       | 8:1     | «Красный Пролетарий»            | «Красный пролетарий» |
| | - Родионов 38′ (авт.) - Ильин 48′ 63′ - Павлов 55′ 78′ - Лапшин 59′ - Смирнов 65′ - Иванов 86′ | (отчёт) | - 25′ Зайцев - 39'(пен.) Зайцев | Зрителей: 3 000      |
| Динамо: Фокин - Корчебоков,Тетерин - Дубинин, Селин , Столяров - Лапшин, Смирнов, Иванов, Павлов, Ильин Красный Пролетарий: Поляков - Пчеликов , Родионов - Вик.Павлов, Стыкин, Дергачёв - Грудцын, Зайцев, Кудрявцев, Коршаков, Пугачёв |                                                                                                |         |                                 |                      |

| 12 мая                     | «Красный Пролетарий» | 10:1 | «Геофизика» |  |
| «Геофизика»: Матвеев - ... |                      |      |             |  |

| 12 мая | «Динамо»                                  | 4:3     | ЗиС                                           | «Динамо»         |
| | - Лапшин 25′ 42′ - Ильин 63′ - Павлов 88′ | (отчёт) | - 12′ ?.Семёнов - 50′ Емельянов - 70′ Курапов | Зрителей: 10 000 |
| Динамо: Квасников - Корчебоков,Тетерин - Дубинин, Селин , Столяров - Лапшин, Смирнов, Иванов, Павлов, Ильин ЗиС: Виноградов - Ананьев, Поляков - В.Маслов, М.Жуков, Ершов - Орлов, В.Семёнов, Курапов, Е.Семёнов, Емельянов |                                           |         |                                               |                  |

| 17 мая | «Красный Пролетарий» | 1:1 | ЗиС |  |

| 6 июн | «Динамо»                                            | 4:2     | «Геофизика»          | «Динамо»        |
| | - Смирнов 18′ - Иванов 30′ - Ильин 43′ - Павлов 64′ | (отчёт) | - 36′ 56′ В.Степанов | Зрителей: 5 000 |
| Динамо: Фокин - Корчебоков,Тетерин - Дубинин, Селин , Столяров - Савостьянов, Смирнов, Иванов, Павлов, Ильин |                                                     |         |                      |                 |

### За 8-12 места

#### Подгруппа «Б-1»
| № | Команды              | 1   | 2   | 3   | В | Н | П | М      | О | МКЗ |
| - | -------------------- | --- | --- | --- | - | - | - | ------ | - | --- |
| 1 | «Серп и Молот»       |     | 7:1 | 3:1 | 2 | 0 | 0 | 10 — 2 | 6 | I   |
| 2 | «Гознак»             | 1:7 |     | 2:0 | 1 | 0 | 1 | 3 — 7  | 4 | II  |
| 3 | «Красный Пролетарий» | 1:7 | 0:2 |     | 0 | 0 | 2 | 1 — 5  | 2 | III |

| 13 июн | «Гознак» | 2:0 | «Красный Пролетарий» |  |

| 24 июн | «Серп и Молот» | 3:1 | «Красный Пролетарий» |  |

| 30 июн | «Серп и Молот» | 7:1 | «Гознак» |  |

#### Подгруппа «Б-2»
| № | Команды     | 1   | 2   | В | Н | П | М     | О | МКЗ |
| - | ----------- | --- | --- | - | - | - | ----- | - | --- |
| 1 | СКиГ        |     | 8:2 | 1 | 0 | 0 | 8 — 2 | 3 | II  |
| 2 | «Геофизика» | 2:8 |     | 0 | 0 | 1 | 2 — 8 | 1 | I   |

| 13 июн | СКиГ | 8:2 | «Геофизика» |  |

### За 1-7 места

#### Подгруппа «А-1»
| № | Команды | 1   | 2   | 3   | В | Н | П | М     | О | МКЗ |
| - | ------- | --- | --- | --- | - | - | - | ----- | - | --- |
| 1 | ЦДКА    |     | 3:1 | 1:1 | 1 | 1 | 0 | 4 — 2 | 5 | I   |
| 2 | ЗиС     | 1:3 |     | +:- | 1 | 0 | 1 | 3 — 1 | 4 | II  |
| 3 | «Дукат» | 1:1 | -:+ |     | 0 | 1 | 1 | 1 — 1 | 2 | III |

| 13 июн | ЦДКА | 3:1 | ЗиС | ЦДКА               |
|        |      |     |     | Судья: Орликовский |

| 24 июн | ЗиС | +:- | «Дукат» |  |

| 30 июн | «Дукат» | 1:1 | ЦДКА | им.Томского     |
|        |         |     |      | Зрителей: 3 000 |

#### Подгруппа «А-2»
| № | Команды     | 1   | 2   | 3   | 4   | В | Н | П | М      | О | МКЗ |
| - | ----------- | --- | --- | --- | --- | - | - | - | ------ | - | --- |
| 1 | «Динамо»    |     | 3:0 | 6:3 | 4:3 | 3 | 0 | 0 | 13 — 2 | 9 | I   |
| 2 | ЗиФ         | 0:3 |     | 4:2 | 4:0 | 2 | 0 | 1 | 8 — 5  | 7 | IV  |
| 3 | «Казанка»   | 3:6 | 2:4 |     | 1:1 | 0 | 1 | 2 | 6 — 11 | 4 | III |
| 4 | «Трехгорка» | 3:4 | 0:4 | 1:1 |     | 0 | 1 | 2 | 4 — 9  | 4 | II  |

| 13 июн | «Казанка» | 1:1 | «Трехгорка» |  |

| 24 июн | ЗиФ | 4:2 | «Казанка» |  |

| 28 июн | «Динамо»                                             | 4:3     | «Трехгорка»                                     | «Динамо»         |
| | - Смирнов 8′ - Столяров 28′ - Ильин 65′ - Павлов 85′ | (отчёт) | - 37′ Афанасьев - 50′ Михайлов - 79′ С.Артемьев | Зрителей: 10 000 |
| Динамо: Фокин - Корчебоков,Тетерин - Дубинин, Столяров , Рёмин - Савостьянов, Смирнов, Иванов, Павлов, Ильин Трехгорка: Козлов - Кузнецов, Аронов - Хорошко, Сидоркин, Малахов - Афанасьев, Литвейко, Михайлов, С.Артемьев, Фёдоров |                                                      |         |                                                 |                  |

| 30 июн | «Динамо»                                                                  | 6:3     | «Казанка»                                       | «Динамо»        |
| | - Савостьянов 25′ - Смирнов 39′ - Павлов 42′ 69′ - Ильин 44′ - Иванов 80′ | (отчёт) | - 28′ Вик.Куликов - 36′ Лавров - 55′ Ал.Семёнов | Зрителей: 8 000 |
| Динамо: Квасников - Корчебоков,Тетерин - Дубинин, Столяров , Рёмин - Савостьянов (46' Лапшин), Смирнов, Иванов, Павлов, Ильин Казанка: Разумовский - И.Андреев , Рожнов - Зенкин, Новиков, Кошелев - Вик.Куликов, Соколов, Мордасов, Лавров, Ал.Семёнов |                                                                           |         |                                                 |                 |

| 30 июн | ЗиФ | 4:0 | «Трехгорка» |  |

| 2 июл | «Динамо»                              | 3:0     | ЗиФ | «ЗиФ»           |
| | - Селин 18′ - Ильин 60′ - Смирнов 73′ | (отчёт) |     | Зрителей: 8 000 |
| Динамо: Квасников - Корчебоков,Тетерин - Дубинин, Селин , Столяров - Савостьянов, Смирнов, Иванов, Павлов, Ильин ЗиФ: Поляков - Федотов, Горохов - Карасёв, Ан.Ржевцев, Корнилов - Репин, Рязанцев, С.Соколов, Волков , Чукляев |                                       |         |     |                 |

#### Финал
| 6 июл | «Динамо» Москва | 0:0     | ЦДКА | Москва                                              |
| |                 | (отчёт) |      | Стадион: «Динамо» Зрителей: 12 000 Судья: А.Рябинин |
| «Динамо» Москва: Фокин - Корчебоков,Тетерин - Дубинин, Селин , Столяров - Савостьянов, Смирнов, Иванов, Павлов, Ильин ЦДКА: Рыжов - Саванов, Лясковский - Пахомов, Никишин , Халкиопов - Семичастный, Карпов, Кудрявцев, Комаров, Бочков |                 |         |      |                                                     |

В «клубном зачете» победу одержал клуб «Динамо».
В источниках нет информации о том, планировался ли розыгрыш прочих мест в стыковых матчах.